# Frotis nasofaringi
Un frotis nasofaringi és un mètode per recollir una mostra de la part posterior del nas i la gola. Els escovillons nasofaringis són pals estrets fets d'una vareta curta de plàstic recoberts, en un extrem, amb material adsorbidor com cotó, polièster o niló flocat. S'utilitzen per al diagnòstic de tos ferina, així com diverses infeccions víriques. Per recollir la mostra, s'insereixen a la fossa nasal i es mantenen al seu lloc durant diversos segons per absorbir secrecions, i després es col·loquen en mitjans de transport virals estèrils, que preserva la mostra per a l'anàlisi posterior.

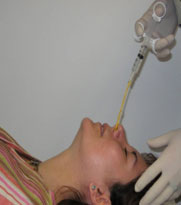
Aspirat nasofaríngi
- Frotis nasofaringi
- Recollint un aspirat nasofaringi